# Nkwerre
Nkwerre – miasto w Nigerii, w stanie Imo. Według danych szacunkowych na rok 2009 liczy 36 467 mieszkańców..